# François de Clerc de Ladévèze
Pour les articles homonymes, voir Ladevèze.
François Octave Raoul de Clerc de Ladévèze est un homme politique français né le 17 janvier 1809 à Condé-en-Brie (Aisne), et mort dans cette commune le 24 décembre 1892.

## Biographie
Propriétaire terrien, il est député de l'Aisne de 1849 à 1851, siégeant à droite avec les monarchistes.

## Sources
- « François de Clerc de Ladévèze », dans Adolphe Robert et Gaston Cougny, Dictionnaire des parlementaires français, Edgar Bourloton, 1889-1891 [détail de l’édition]